# 長吻帆蜥魚
長吻帆蜥魚（学名：Alepisaurus ferox），又名帆蜥魚，俗稱狗母或長吻鰭槍魚，是帆蜥魚科帆蜥魚屬的模式種，生活於水深約3000公尺以下的海域（通常生活於150至1830公尺之間）。

## 分布地區
本魚分布極廣，寒帶（最北紀錄於斯瓦巴北部外海）至熱帶海域（最南紀錄於智利南部外海）均有紀錄，包括太平洋、大西洋、印度洋、地中海（西西里的巴勒摩東北部海域與墨西拿北方海域）、北冰洋等海域。

## 辨識特徵
背鰭具30至45條軟條；臀鰭具13至18條軟條。身體細長且側扁。頭稍扁且略高，尖突。眼與嘴大，口裂延伸至眼後，幾乎達到鰓蓋骨；下頷稍突出，並有一列小孔。尾柄峽小而側扁，兩側各有一脂質突起。牙尖利，但參差不齊，全部齒尖倒向後部。體光滑無鱗，皮很薄，側線明顯，前部位較高，後部成直線向尾部延伸。被其常而高，起點於鰓繷上方，延伸到臀鰭起點上方，鰭條可埋於背溝支中；脂鰭中等大；胸鰭側下位，矛狀；腹鰭小；尾鰭深叉形，上葉部分鰭條延長成絲狀。體背藍青色，體側與腹部銀灰色，有閃光。體長約1.5公尺，最大可長至約2.5公尺。

## 生態習性
為大洋性表層至中層洄游性魚類，有明顯的晝夜垂直移動特性，白天蟄伏深海，晚間上升到近表層。喜在寒暖流交相會的鋒面處逗留。屬於雌雄同體的魚類，性腺為白色透明的長絲帶狀。性極貪食，往往囫圇吞咽各種中小型餌食，為雜食性魚類，如魚類、甲殼類、腔腸動物、軟體動物、頭足類等，都曾在其腸胃發現過。

## 學術、經濟價值
由於水分多，肉質稀爛，無食用上的價值。另外由於其食性複雜，常可從其腸胃中，發現許多深海的物種，使科學家對於深海物種的研究上，有很大的幫助。